# توت‌باغ
توتاباغ (به لاتین: Tutabag) یک منطقهٔ مسکونی در جمهوری آذربایجان است که در شهرستان سالیان واقع شده‌است.